# Benjamin Diez
Benjamin Diez (ur. 4 kwietnia 1998 w Nicei) – francuski siatkarz, grający na pozycji libero, reprezentant kraju.
Jako junior w latach 2014-2016 reprezentował drużynę France Avenir 2024. W 2015 roku wraz ze swoją reprezentacją na Mistrzostwach Świata Kadetów zajął 11. miejsce. Pierwszym klubem seniorskim w jego karierze był AS Cannes VB, gdzie grał w sezonie 2016/2017 i 2017/2018. Kolejnym zespołem był Montpellier UC, gdzie występował w sezonie 2018/2019 i w następnym. Sezon 2020/2021 rozpoczął w stolicy Francji - Paris Volley, a dokończył na zasadzie transferu medycznego w szwajcarskiej lidze w Chênois Genève VB. Brał udział wraz z reprezentacją Francji w Lidze Narodów 2021 i Lidze Narodów 2022. Sezon 2021/2022 spędził również w paryskim klubie. W sezonie 2022/2023 był zawodnikiem Tours VB. W 2023 podpisał kontrakt z polski klubem PGE Skra Bełchatów, pierwszym klubem zagranicznym w jego karierze. W 2024 rozwiązał umowę z klubem.

## Sukcesy klubowe
Mistrzostwo Szwajcarii:
- 2021

Puchar Francji:
- 2023[7]

Mistrzostwo Francji:
- 2023[8]

## Sukcesy reprezentacyjne
Liga Narodów:
- 2022[9], 2024[10]
- 2021